# Шемаров Олексій Миколайович
Олексій Шемаров (біл. Аляксей Мікалаевіч Шамараў, рос. Алексей Николаевич Шемаров; нар. 16 вересня 1982, Калінінград) — білоруський і російський борець вільного стилю, чемпіон світу, дворазовий призер чемпіонатів Європи, призер Європейських ігор, учасник Олімпійських ігор. Майстер спорту Білорусі міжнародного класу з вільної боротьби.

## Біографія
Народився в Калінінграді. Батько, Микола Іванович, майстер спорту міжнародного класу з вільної боротьби, чемпіон світу з вільної боротьби серед ветеранів 2011 року, тренер і педагог. Старший брат, Олександр — майстер спорту міжнародного класу, бронзовий призер чемпіонату Європи-2001, двічі у 2000 і 2004 р.р. виступав на Олімпійських іграх за збірну Білорусі. Спортом Олексій Шемаров почав займатися з 9 років під керівництвом тренера викладача Курденкова Олексія Миколайовича і Шальнева Олександра Анатолійовича. В 2003 році на чемпіонаті Росії в Черкеську посів 3 місце, і вже в наступному році потрапив до складу збірної Росії і виступив на Кубку світу, де посів друге місце. Перемагав на міжнародних турнірах в різних країнах у складі збірної Росії. У 2007 році став володарем Кубку світу, який проходив в Росії в місті Красноярську, в цьому ж році став бронзовим призером чемпіонату Росії в місті Москва. У 2008 році на відбірковому чемпіонаті Росії посів друге місце, яке не дозволяло брати участь в Олімпійських іграх 2008 року в Пекіні. Тому Олексій Шемаров вирішив виступати за збірну Білорусі. Тренується під керівництвом брата Олександра.

## Спортивні результати на міжнародних змаганнях

### Виступи на Олімпіадах
| Змагання                                   | Збірна   | Вагова категорія           | Місце |
| ------------------------------------------ | -------- | -------------------------- | ----- |
| Боротьба на літніх Олімпійських іграх 2012 | Білорусь | вільна боротьба, до 120 кг | 8     |

На Олімпіаді в Лондоні Олексій Шемаров, поступившись у чвертьфіналі борцеві зі США Тервелу Длагнєву, вибув зі змагань.

### Виступи на Чемпіонатах світу
| Змагання                        | Збірна   | Вагова категорія           | Місце  |
| ------------------------------- | -------- | -------------------------- | ------ |
| Чемпіонат світу з боротьби 2009 | Білорусь | вільна боротьба, до 120 кг | 10     |
| Чемпіонат світу з боротьби 2010 | Білорусь | вільна боротьба, до 120 кг | 11     |
| Чемпіонат світу з боротьби 2011 | Білорусь | вільна боротьба, до 120 кг | Золото |
| Чемпіонат світу з боротьби 2014 | Білорусь | вільна боротьба, до 125 кг | 5      |
| Чемпіонат світу з боротьби 2015 | Білорусь | вільна боротьба, до 125 кг | 26     |

### Виступи на Чемпіонатах Європи
| Змагання                         | Збірна   | Вагова категорія           | Місце  |
| -------------------------------- | -------- | -------------------------- | ------ |
| Чемпіонат Європи з боротьби 2010 | Білорусь | вільна боротьба, до 120 кг | Бронза |
| Чемпіонат Європи з боротьби 2011 | Білорусь | вільна боротьба, до 120 кг | Срібло |

### Виступи на Європейських іграх
| Змагання              | Збірна   | Вагова категорія           | Місце  |
| --------------------- | -------- | -------------------------- | ------ |
| Європейські ігри 2015 | Білорусь | вільна боротьба, до 125 кг | Срібло |

### Виступи на Кубках світу
| Змагання                    | Збірна   | Вагова категорія           | Місце  |
| --------------------------- | -------- | -------------------------- | ------ |
| Кубок світу з боротьби 2004 | Росія    | вільна боротьба, до 96 кг  |        |
| Кубок світу з боротьби 2007 | Росія    | вільна боротьба, до 120 кг | Бронза |
| Кубок світу з боротьби 2012 | Білорусь | вільна боротьба, до 120 кг | Срібло |
| Кубок світу з боротьби 2015 | Білорусь | вільна боротьба, до 125 кг | 5      |

### Виступи на інших змаганнях
| Змагання                                       | Збірна   | Вагова категорія           | Місце  |
| ---------------------------------------------- | -------- | -------------------------- | ------ |
| Золотий Гран-прі з боротьби 2006               | Росія    | вільна боротьба, до 96 кг  | 5      |
| Гран-прі Німеччини з боротьби 2009             | Білорусь | вільна боротьба, до 120 кг | Золото |
| Золотий Гран-прі з боротьби 2010 (Красноярськ) | Білорусь | вільна боротьба, до 120 кг | Золото |
| Золотий Гран-прі з боротьби 2010 (Баку)        | Білорусь | вільна боротьба, до 120 кг | 10     |
| Міжнародний меморіал Дейва Шульца 2011         | Білорусь | вільна боротьба, до 120 кг | Бронза |
| Турнір Олександра Медведя 2011                 | Білорусь | вільна боротьба, до 120 кг | Золото |
| Турнір Г. Картозія і В. Балавадзе 2011         | Білорусь | вільна боротьба, до 120 кг | Срібло |
| Меморіал Вацлава Циолковського 2011            | Білорусь | вільна боротьба, до 120 кг | Срібло |
| Гран-прі Іспанії з боротьби 2012               | Білорусь | вільна боротьба, до 120 кг | Бронза |
| Гран-прі Німеччини з боротьби 2014             | Білорусь | вільна боротьба, до 125 кг | Золото |
| Золотий Гран-прі з боротьби 2014 (Баку)        | Білорусь | вільна боротьба, до 125 кг | 5      |
| Турнір шахтарської слави з боротьби 2014       | Білорусь | вільна боротьба, до 125 кг | Золото |